# Даволи
Даволи (итал. Davoli) је насеље у Италији у округу Катанцаро, региону Калабрија.
Према процени из 2011. у насељу је живело 1016 становника. Насеље се налази на надморској висини од 406 м.

## Становништво
| 1951. | 1961. | 1971. | 1981. | 1991. | 2001. | 2011. |
| ----- | ----- | ----- | ----- | ----- | ----- | ----- |
| 4.027 | 4.167 | 4.007 | 4.063 | 4.954 | 5.238 | 5.407 |